# Давид ди Донателло 2004
49-я церемония вручения наград премии «Давид ди Донателло» состоялась 14 апреля 2004 года, в концертном зале Палаццо дей Конгресси.

## Победители и номинанты

### Лучший фильм
- Лучшие годы молодости, режиссёр Марко Туллио Джордана
- Здравствуй, ночь, режиссёр Марко Беллоккьо
- Что с нами будет?, режиссёр Джованни Веронези
- Я не боюсь, режиссёр Габриэле Сальваторес
- Не уходи, режиссёр Серджо Кастеллитто

### Лучшая режиссура
- Марко Туллио Джордана — Лучшие годы молодости
- Пупи Авати — Рождественский реванш
- Марко Беллоккьо — Здравствуй, ночь
- Серджо Кастеллитто — Не уходи
- Маттео Гарроне — Первая любовь

### Лучший дебют в режиссуре
- Сальваторе Мереу — Танец на три шага
- Андреа Манни — В бегах
- Франческо Патьерно — Отец семейства
- Пьеро Санна — La destinazione
- Мария Соле Тоньяцци — Прошлое будущее

### Лучший сценарий
- Сандро Петралья и Стефано Рулли — Лучшие годы молодости
- Марко Беллоккьо — Здравствуй, ночь
- Франческо Бруни и Паоло Вирдзи — Катерина из города
- Джованни Веронези и Сильвио Муччино — Что с нами будет?
- Маргарет Мадзантини и Серджо Кастеллитто — Не уходи

### Лучший продюсер
- Анджело Барбагалло — Лучшие годы молодости
- Луиджи Музини, Роберто Чикутто для Cinema11undici и RAICinema — Легенда о мести
- Аурелио Де Лаурентис — Что с нами будет?
- Риккардо Тоцци, Джованни Стабилини, Марко Кименц для Cattleya и Medusa Film — Не уходи
- Доменико Прокаччи — Первая любовь

### Лучшая женская роль
- Пенелопа Крус — Не уходи
- Микела Ческон — Первая любовь
- Лича Мальетта — Агата и Шторм
- Виоланте Плачидо — Что с нами будет?
- Майя Санса — Здравствуй, ночь

### Лучшая мужская роль
- Серджо Кастеллитто — Не уходи
- Джузеппе Баттистон — Агата и Шторм
- Луиджи Ло Кашо — Лучшие годы молодости
- Сильвио Муччино — Что с нами будет?
- Карло Вердоне — Любовь вечна, пока она сильная

### Лучшая женская роль второго плана
- Маргерита Буй — Катерина из города
- Анна Мария Барбера — Внезапный рай
- Клаудия Джерини — Не уходи
- Жасмин Тринка — Лучшие годы молодости
- Джизельда Володи — Агата и Шторм

### Лучшая мужская роль второго плана
- Роберто Херлицка — Здравствуй, ночь
- Диего Абатантуоно — Я не боюсь
- Элио Джермано — Что с нами будет?
- Фабрицио Джифуни — Лучшие годы молодости
- Эмилио Сольфрицци — Агата и Шторм

### Лучшая операторская работа
- Итало Петриччоне — Я не боюсь
- Данило Дезидери — Любовь вечна, пока она сильная
- Фабио Ольми — Легенда о мести
- Марко Онорато — Первая любовь
- Фабио Дзамарион — Что с нами будет?

### Лучшая музыка
- Банда Осирис — Первая любовь
- Эзио Боссо — Я не боюсь
- Андреа Гуэрра — Что с нами будет?
- Риц Ортолани — Рождественский реванш
- Джованни Веноста — Агата и Шторм

### Лучшая художественная постановка
- Луиджи Маркьоне — Легенда о мести
- Паола Бидзарри — Агата и Шторм
- Франко Чераоло — Лучшие годы молодости
- Марко Дентичи — Что с нами будет?
- Франческо Фриджери — Не уходи

### Лучший костюм
- Франческа Сартори — Легенда о мести
- Джемма Масканьи — Что с нами будет?
- Элизабетта Монтальдо — Лучшие годы молодости
- Сильвия Небиоло — Агата и Шторм
- Изабелла Рицца — Не уходи

### Лучший монтаж
- Роберто Миссироли — Лучшие годы молодости
- Франческа Кальвелли — Здравствуй, ночь
- Клаудио Ди Мауро — Что с нами будет?
- Патрицио Мароне — Не уходи
- Якопо Куадри — Мечтатели

### Лучший звук
- Фульдженцио Чеккон — Лучшие годы молодости
- Гаэтано Карито — Здравствуй, ночь
- Марио Якуоне — Не уходи
- Мауро Ладзаро — Я не боюсь
- Мигель Поло — Что с нами будет?

### Лучшие визуальные эффекты
- Ubik Visual Effects — Boss Film — Легенда о мести
- Proxima — Агата и Шторм
- Digitrace Tech (Roma) — Пчёлка Юля
- Серджо Стивалетти — Уже вчера
- LCD (Firenze) — Опопомоз
- Chinatown — Волшебная история пиццы

### Лучший документальный фильм
- Guerra, режиссёр Пиппо Дельбонно
- A scuola, режиссёр Леонардо Ди Костанцо
- L’esplosione, режиссёр Джованни Пиперно
- Padre Pio express, режиссёр Илария Фречча
- Segni particolari: appunti per un film sull’Emilia-Romagna, режиссёр Джузеппе Бертолуччи
- L’uomo segreto, режиссёр Нино Бидзарри

### Лучший короткометражный фильм
- Sole, режиссёр Микеле Каррильо (ex aequo)
- Zinanà, режиссёр Пиппо Медзапеза (ex aequo)
- Aspettando il treno, режиссёр Catherine Mc Gilvray
- Interno 9, режиссёр Давид Дель Деган
- Un amore possibile, режиссёр Аманда Сандрелли

### Лучший европейский фильм
- Догвилль, режиссёр Ларс фон Триер (ex aequo)
- Розенштрассе, режиссёр Маргарета фон Тротта (ex aequo)
- Гуд бай, Ленин!, режиссёр Вольфганг Беккер
- Солнечные понедельники, режиссёр Фернандо Леон Де Араноа
- Девушка с жемчужной серёжкой, режиссёр Питер Веббер

### Лучший иностранный фильм
- Нашествие варваров, режиссёр Дени Аркан
- Крупная рыба, режиссёр Тим Бёртон
- Трудности перевода, режиссёр София Коппола
- Хозяин морей: На краю Земли, режиссёр Питер Уир
- Таинственная река, режиссёр Клинт Иствуд

### Premio David giovani
- Я не боюсь, режиссёр Габриеле Сальваторес

### David speciali
- Гоффредо Ломбардо 100 лет Titanus
- Стивен Спилберг